# BradyGames
BradyGames é uma editora dos Estados Unidos que opera como uma marca de Dorling Kindersley, especializada em guias de estratégias para jogos eletrônicos, cobrindo múltiplas plataformas. BradyGames publicou seu primeiro guia de estratégias em novembro de 1993 e expandiu para publicar cerca de 90-100 guias por ano.